# Treasures in my life 1.5 〜Best of Musical Songs〜
Treasures in my life 1.5 〜Best of Musical Songs〜は、石井一孝の初のベスト・アルバム。過去アルバム『Treasures in my life』の続編。

## 収録曲
1. First Transformation
『ジキル&ハイド』より
2. Alive!
『ジキル&ハイド』より
3. I Could Be That Guy
『天使にラブ・ソングを』より
4. Maria
『ウエストサイド・ストーリー』より
5. You and I(reprise) with 安蘭けい
『CHESS』より
6. Gethsemane
『ジーザス・クライスト・スーパースター』より
7. カフェ・ソング with 山崎育三郎
『レ・ミゼラブル』より
8. HOPE
『ゾロ ザ・ミュージカル』より
9. あの日の君はどこに?
『スカーレット・ピンパーネル』より
10. キラ
『デスノート THE MUSICAL』より
11. 幕が上がれば with 岡幸二郎